# خطوط كانتس الجوية الرحلة 32
كانتاس الرحلة 32 كانت طائرة إيرباص إيه 380 قادمة من مطار لندن هيثرو و متجهة إلى مطار سيدني في أستراليا.
الرحلة التي قامت بالتوقف في مطار شانغي سنغافورة عانت من مشاكل في المحرك رقم 2 مما اضطرت للعودة لنفس المطار الذي أقلعت منه حيث أن الفشل حدث أثناء تحليقها فوق جزيرة باتام إندونيسيا , بعد أربعة دقائق من إقلاعها .
الطائرة وبعد تحليقها لمدة قاربت الساعتين من إقلاعها من مطار شانغي، حطت بسلام وبدون أي إصابات بالركاب أو بطاقم الطائرة و لا حتى سكان جزيرة باتام الذين وجدوا بعض القطع التي سقطت من المحرك رقم 2 .